# 多田彰文
多田彰文（日语：／ Tada Akifumi，1964年1月10日—），日本男性音樂家、作曲家、編曲家、合成器程式設計師、伴奏作家、音樂製作人。出身於兵庫縣。負責企劃製作時有時別名「AKI（アキ）」。IMAGINE所屬。

## 來歷、人物
多田彰文從小學習古典鋼琴，中學時期開始彈吉他。移居東京後，他在樂團「MISTY MIND」中擔任鍵盤手。樂團的吉他手是福山芳樹，他也是「JAM Project」的成員。
1989年，他在根據手塚治虫原作改編的音樂劇《火之鳥》中作為合成器演奏者首次亮相。他曾擔任辛島美登里、西城秀樹、野口五郎等人的伴奏成員。
他在就讀日本大學文理學院英文系時開始作曲兼編曲，也為電視劇和動畫曲遊戲製作音樂，並擔任藝術家的製作人。
他師從手使海湯河原（小笠原寬）學習作曲、編曲、配器，並師從大澤健一學習指揮。
他是一位多樂器演奏家，擅長演奏各種樂器，從電子琴、吉他、貝斯到木管樂器、銅管樂器、小提琴、打擊樂和大正琴。
此外，自2013年起，他還與作家藤本健一起在niconico直播上主持《DTM Station PLUS！》。
他喜歡飛行飛行模擬器、服務區和雙關語，並經常在Twitter上談論它們。

## 作品列表

### 電視動畫
- 尼克斯特戰記EHRGEIZ（日语：ネクスト戦記EHRGEIZ）（1997年）
- Night Walker -深夜徘徊者-（日语：Night Walker -真夜中の探偵-）（1998年）
- 六翼天使之聲（日语：セラフィムコール）（1999年）[1]
- 炸彈人 彈珠人爆外傳V（1999年）
- DINOZAURS（日语：ダイノゾーン）（2000年）
- 人造人009 THE CYBORG SOLDIER（2001年）[注 1]
- 最終幻想：無限（2001年）
- 熱帶雨林的爆笑生活（2001年）
- 天地無用！GXP（2002年）
- 東京地底奇兵（2002年）[2]
- 足球小將翼 (2001年版)（2002年）
- 闇與帽子與書的旅人（2003年）
- 家有阿貴（2004年）
- 武士槍俠（日语：サムライガン）（2004年）
- 月東日西 ～Operation Sanctuary～（2004年）
- 植木的法則（2005年）
- 吉宗（日语：吉宗 (パチスロ)#アニメ版）（2005年）
- 砂沙美魔法少女俱樂部（2005年）[3]
- 桃華月憚（2007年）
- 發現·體驗·我喜歡巧虎！（2008年）
- SKIP BEAT！華麗的挑戰（2008年）[4]
- 魔力充電娘（2009年）
- 真·戀姬†無雙（2009年）
- 激戰！彈珠人（2011年）
- 鄰座同學是怪咖（2014年）
- 新我們這一家（2015年）
- 錢進球場（2018年）[5]
- 群馬寶寶（2021年）
- 寶可夢 遙遠青空（2022年）[注 2]

### 電影動畫
- 劇場版 神奇寶貝系列
  - 神奇寶貝的跳舞秘密基地（2003年）
  - 劇場版 神奇寶貝：比克提尼與黑英雄 捷克羅姆/白英雄 雷希拉姆（2011年）
  - 美洛耶塔的閃亮音樂會（2012年）
  - 皮卡丘，這是什麼鑰匙？（2014年）
  - 皮卡丘與神奇寶貝樂隊（2015年）
- 電影蠟筆小新系列
  - 蠟筆小新：我的超時空新娘（2010年）
  - 蠟筆小新：黃金間諜大作戰（2011年）
  - 蠟筆小新：我和我的宇宙公主（2012年）
  - 蠟筆小新：超級美味！B級美食大逃亡!!（2013年）
  - 蠟筆小新：我們的恐龍日記（2024年）
- 豆打地平線（音樂[6]，2017年）

### OVA
- 熱帶雨林的爆笑生活（2002年）
- 熱帶雨林的爆笑生活Final（2003年）
- 天地無用！魎皇鬼（第3期）系列（2003年）
- 異世界聖機師物語（2009年）

### 網路動畫
- 蠟筆小新外傳 外星人 vs. 新之助（日语：クレヨンしんちゃん外伝 エイリアン vs. しんのすけ）（2016年）
- SUPER SHIRO（日语：SUPER SHIRO）（2019年）

### 廣播劇CD
- 櫻花大戰（1999年）
- 高機動幻想 機甲槍兵（日语：高機動幻想ガンパレード・マーチ）（2002年）

### 遊戲
- 任天堂64 爆炸彈人（日语：爆ボンバーマン）（1997年）
- PlayStation Wonder Trek（日语：ワンダートレック）（1998年）
- PlayStation 高機動幻想 機甲槍兵（日语：高機動幻想ガンパレード・マーチ）（2000年）
- PlayStation 2 3年B班金八老師 成為傳說中的教師！（2004年）

### 電視劇
- 孩子們的戰爭3 特別篇（2003年）
- 幼稚園遊戲（日语：幼稚園ゲーム）3（2003年）
- 孩子們的戰爭5（2003年）
- 超人力霸王Q 黑暗幻想（日语：ウルトラQ dark fantasy）（2004年）
- 新孩子們的戰爭（2005年）
- （2005年）
- 孩子們的情由（日语：こどもの事情）（2007年）
- 媽媽之神（日语：ママの神様）（2008年）

### 樂曲提供
1999年
- （川田妙子）電視動畫《六翼天使之聲（日语：セラフィムコール）》片尾主題曲
- 「Return to myself」（鶴野恭子）電視動畫《六翼天使之聲》片尾主題曲

2000年
- 「SWEET DAYS」（石塚麻美）PS遊戲《高機動幻想 機甲槍兵（日语：高機動幻想ガンパレード・マーチ）》片尾主題曲
- （田中貴代美）PS遊戲《高機動幻想 機甲槍兵》片尾主題曲

2005年
- （石田燿子）電視動畫《幸運女神》片尾主題曲

2006年
- （石田燿子）電視動畫《幸運女神》片尾主題曲

2007年
- （水戶部千希己）廣播劇CD《桃華月憚》角色歌曲
- （齋藤彩夏）廣播劇CD《桃華月憚》角色歌曲
- 「DAILY LOVE」（小林優）廣播劇CD《桃華月憚》角色歌曲
- （山縣聰美（日语：山県びわ））廣播劇CD《桃華月憚》角色歌曲
- （伊瀨茉莉也）廣播劇CD《桃華月憚》角色歌曲
- （山本麻里安）廣播劇CD《桃華月憚》角色歌曲
- （喜多村英梨）廣播劇CD《桃華月憚》角色歌曲
- （早見沙織）廣播劇CD《桃華月憚》角色歌曲
- （早見沙織）廣播劇CD《桃華月憚》角色歌曲
- （早見沙織）電視動畫《桃華月憚》片尾主題曲
- （喜多村英梨 等）電視動畫《桃華月憚》片頭主題曲

2008年
- 「Half of Mine.」（井上麻里奈）廣播劇CD《灼眼的夏娜II（Second）》角色歌曲
- （生天目仁美）廣播劇CD《灼眼的夏娜II（Second）》角色歌曲
- （能登麻美子）廣播劇CD《灼眼的夏娜II（Second）》角色歌曲
- （Ikuko（日语：Ikuko (歌手)））電視動畫《波菲的漫長旅程》片頭主題曲
- 「Prisoner」（宮野真守）電視動畫《SKIP BEAT！華麗的挑戰》角色歌曲
- 「BURNIN' DOWN」（宮野真守）電視動畫《SKIP BEAT！華麗的挑戰》角色歌曲

2016年
- 「CURE UP↑RA·PA·PA！～微笑的魔法～（日语：Dokkin・魔法つかいプリキュア!/CURE UP↑RA・PA・PA!〜ほほえみになる魔法〜）（高橋李依、堀江由衣）電視動畫《魔法使 光之美少女！》片尾主題曲

2019年
- （水瀨祈、德井青空、村川梨衣）OVA《請問您今天要來點兔子嗎?? ～Sing For You～》插入歌

### 其它
- 林原惠《PULSE（日语：PULSE (林原めぐみのアルバム)）》（編曲）
- 今瀧真理子「Cheap Chic」 等音樂製作
- Gospellers（日语：ゴスペラーズ）「in the Soup（日语：Vol.4）」
- 金月真美 「Bye Bye Love」「Solitude」
- SCOTT LEONARD
- Favorite Blue 「Lovin' You」「MOVIN'ON」（弦樂器編曲）
- 窪田宏 等
- 茅原實里《Reincarnation（日语：Reincarnation (茅原実里のアルバム)）》（管絃樂編曲）
- 北川理惠（日语：北川理恵）「Dreaming☆光之美少女公主（日语：Miracle Go!プリンセスプリキュア/ドリーミング☆プリンセスプリキュア）」（編曲）
- 賽馬娘 Pretty Derby（編曲）

## 腳註

## 外部連結
- 株式會社IMAGINE （页面存档备份，存于） （日語）—所屬事務所公式官網。
- （日語）—多田彰文的官方個人部落格。
- 多田彰文的X（前Twitter） （日語）
- DTM Station PLUS！ （页面存档备份，存于） （日語）—多田彰文主持節目的niconico直播節目官方帳戶。
- 多田彰文 （页面存档备份，存于） (@c:aki_tada)  （日語）—TwitCasting
- （日語）—nana（日语：nana (智能手機)）